# Mohelnice (district de Šumperk)
Pour les articles homonymes, voir Mohelnice.
Mohelnice (en allemand : Müglitz) est une ville du district de Šumperk, dans la région d'Olomouc, en Tchéquie. Sa population s'élevait à 9 782 habitants en 2025.

## Géographie
Mohelnice occupe une vallée fertile, le sillon Mohelnice, entourée sur trois côtés par des montagnes. La ville se trouve à 13 km au sud-sud-est du centre de Zábřeh, à 23 km au sud de Šumperk, à 32 km au nord-ouest d'Olomouc et à 181 km à l'est-sud-est de Prague.
La commune est limitée par Jestřebí et Lukavice au nord, par Bohuslavice, Třeština et Stavenice à l'est, par Moravičany et Loštice au sud, et par Líšnice, Mírov et Krchleby à l'ouest. Une partie de la commune forme une exclave limitée par Mírov au nord, par Líšnice à l'est, par Pavlov au sud, et par Městečko Trnávka, Gruna et Borušov à l'ouest.

## Histoire
La première mention écrite de la localité date de 1131.

## Économie
La principale entreprise de la ville est la société Siemens s.r.o., filiale du groupe allemand Siemens. Créée en 1904, l'usine de Mohelnice est la plus grande usine d'Europe pour la fabrication de moteurs électriques asynchrones basse tension pour ventilateurs, pompes, compresseurs, etc. Elle emploie 2 100 salariés (2014)
.

## Galerie

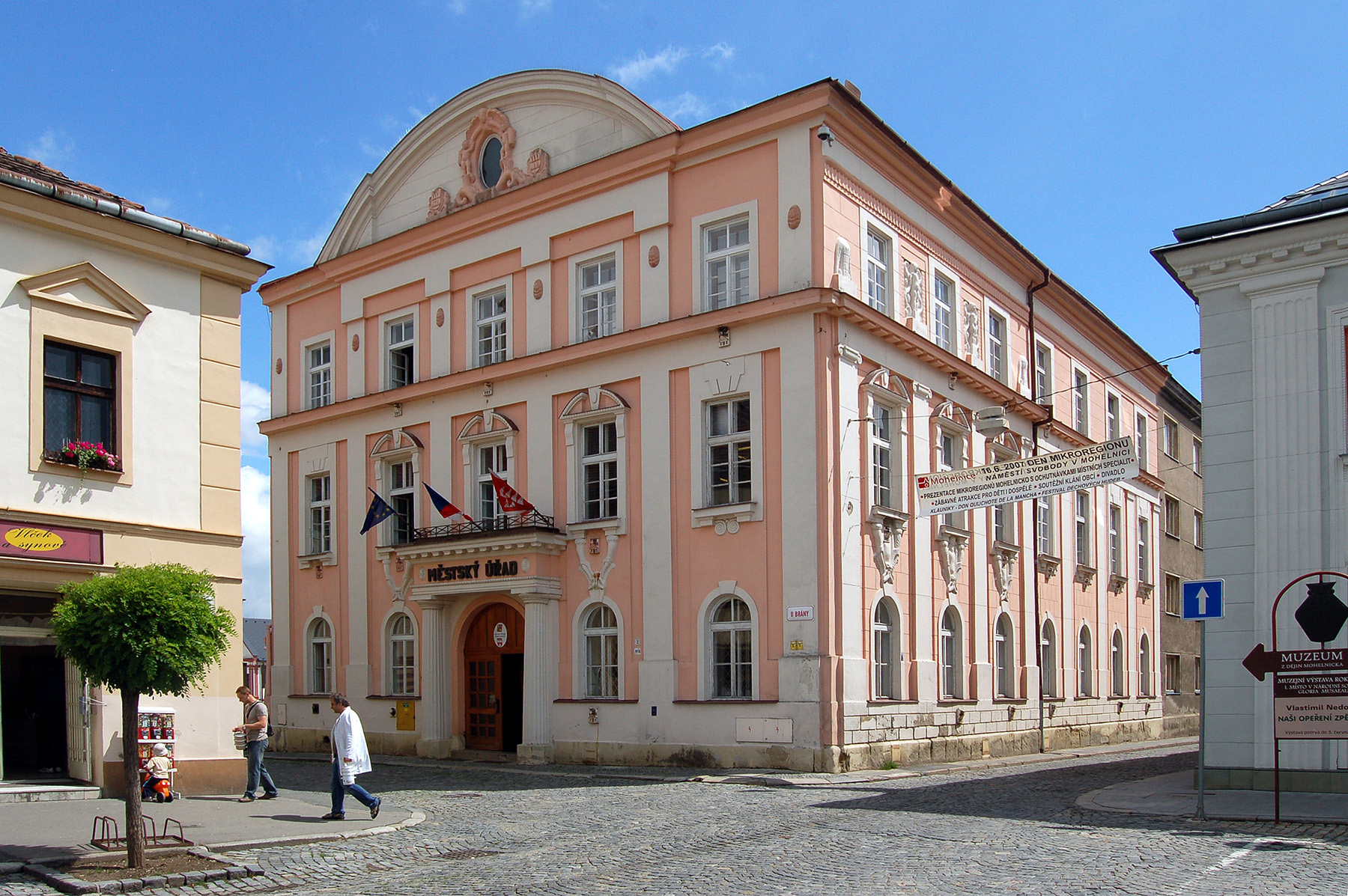
Ancien hôtel de ville.
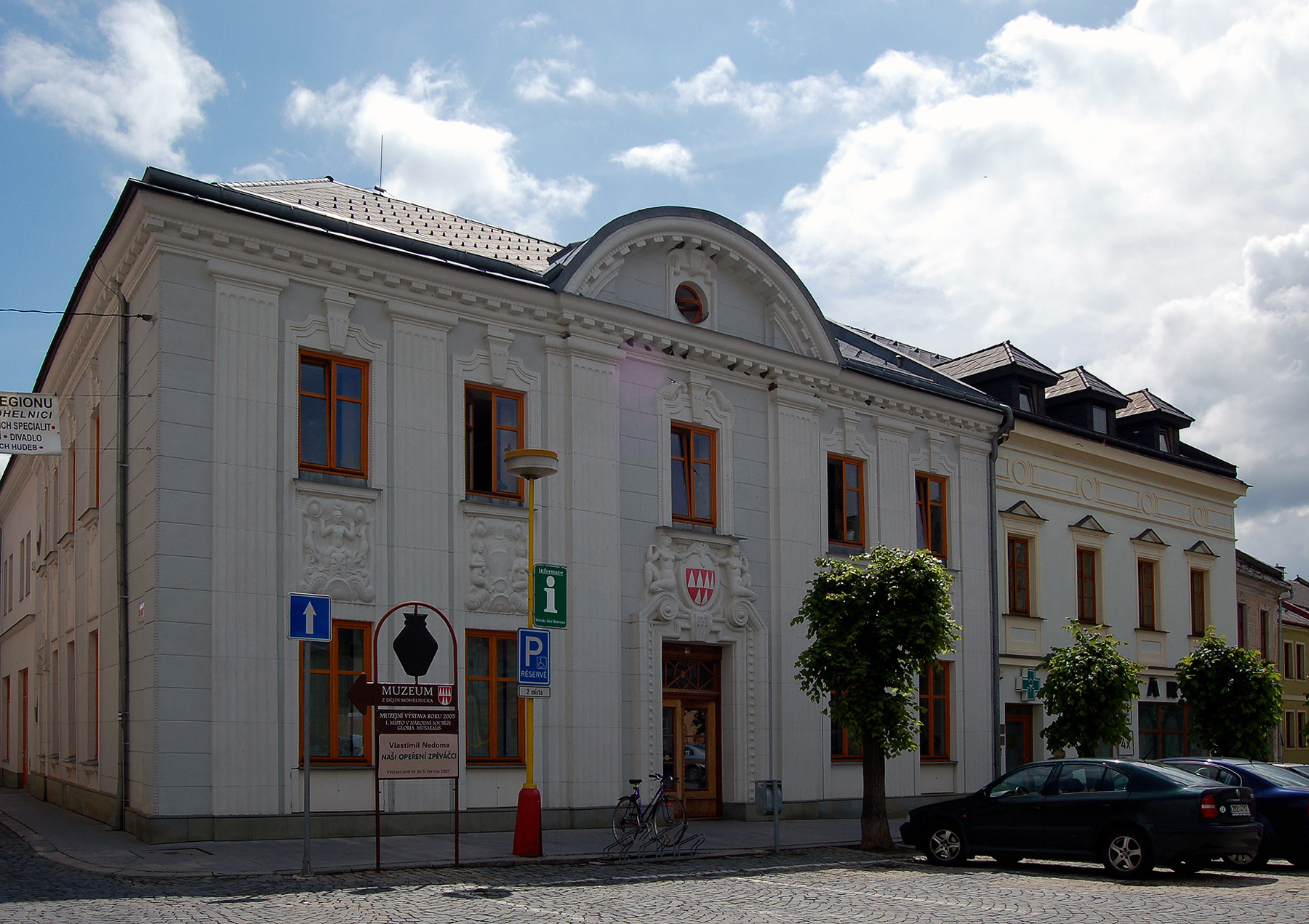
Nouvel hôtel de ville.

## Personnalité
- Filip Fabricius (c. 1570-1632), officier catholique victime de la seconde défenestration de Prague
- Edmund Reitter (1845-1920), entomologiste autrichien

## Transports
Par la route, Mohelnice se trouve à 26 km de Šumperk, à 34 km d'Olomouc, à 44 km de Svitavy et à 237 km de Prague. Mohelnice se trouve sur l'axe routier Hradec Králové – Olomouc que doit desservir l'autoroute D35, dont la section Mohelnice-Olomouc, longue de 26,2 km, est en service.